# Botrychium pinnatum
Botrychium pinnatum är en låsbräkenväxtart som beskrevs av Harold St.John. Botrychium pinnatum ingår i släktet låsbräknar, och familjen låsbräkenväxter. Inga underarter finns listade i Catalogue of Life.

## Bildgalleri

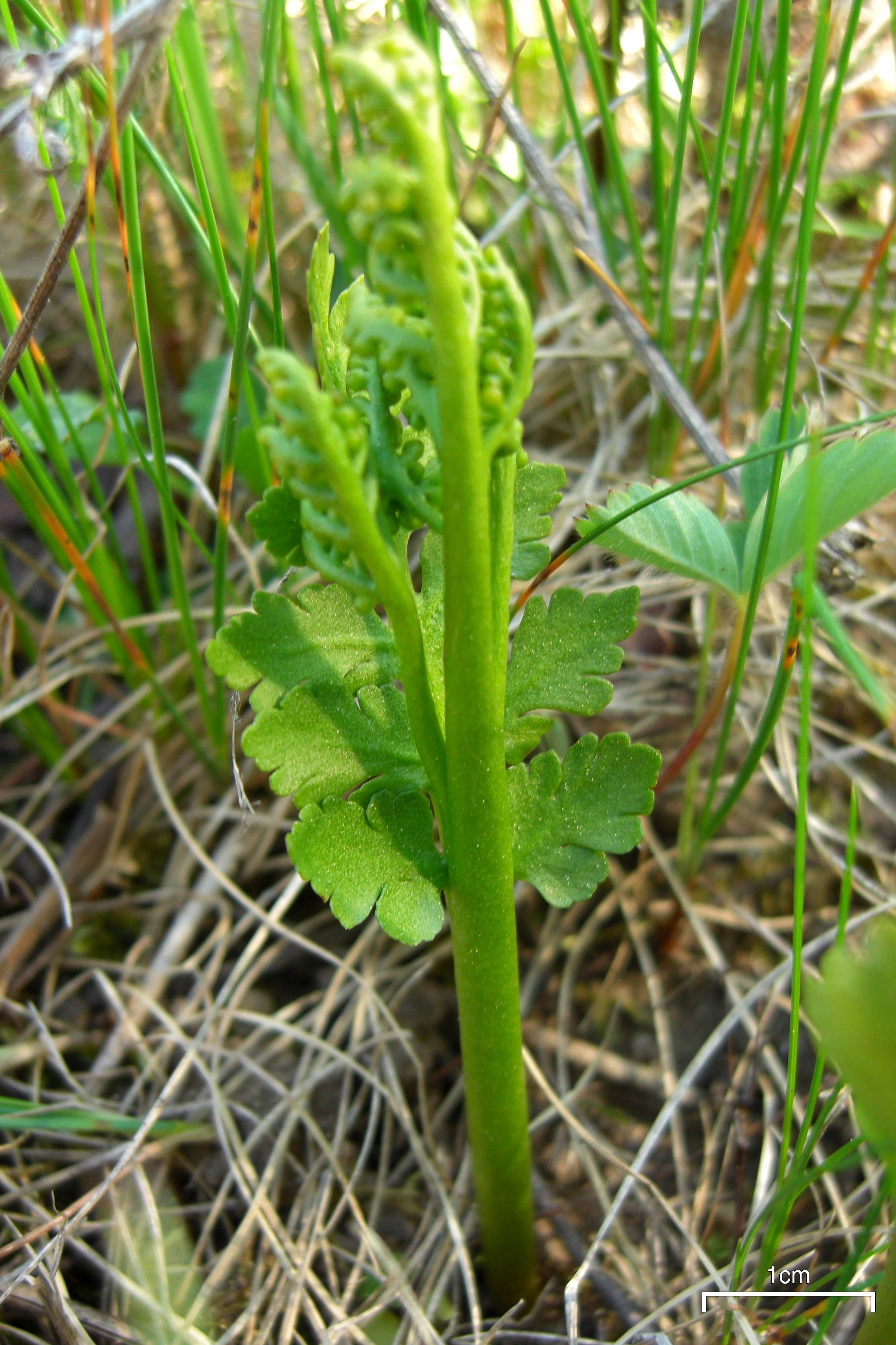
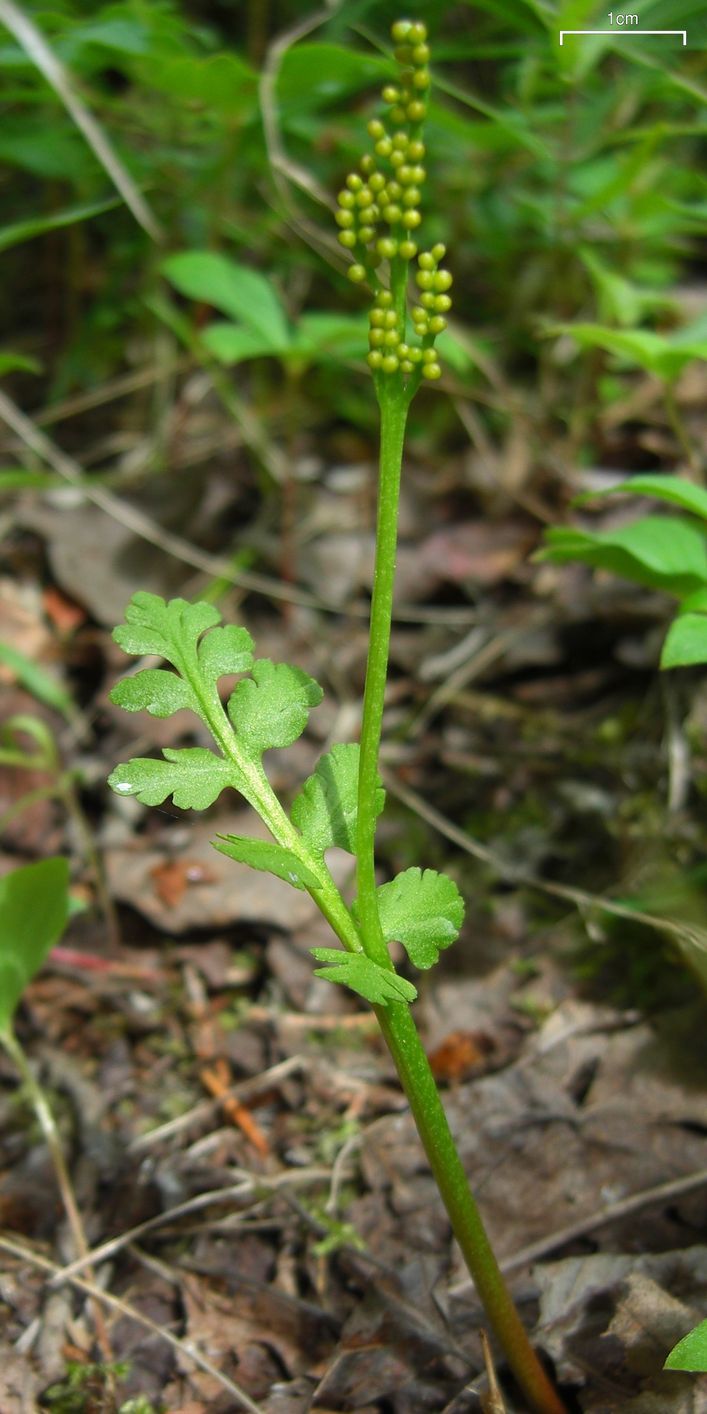
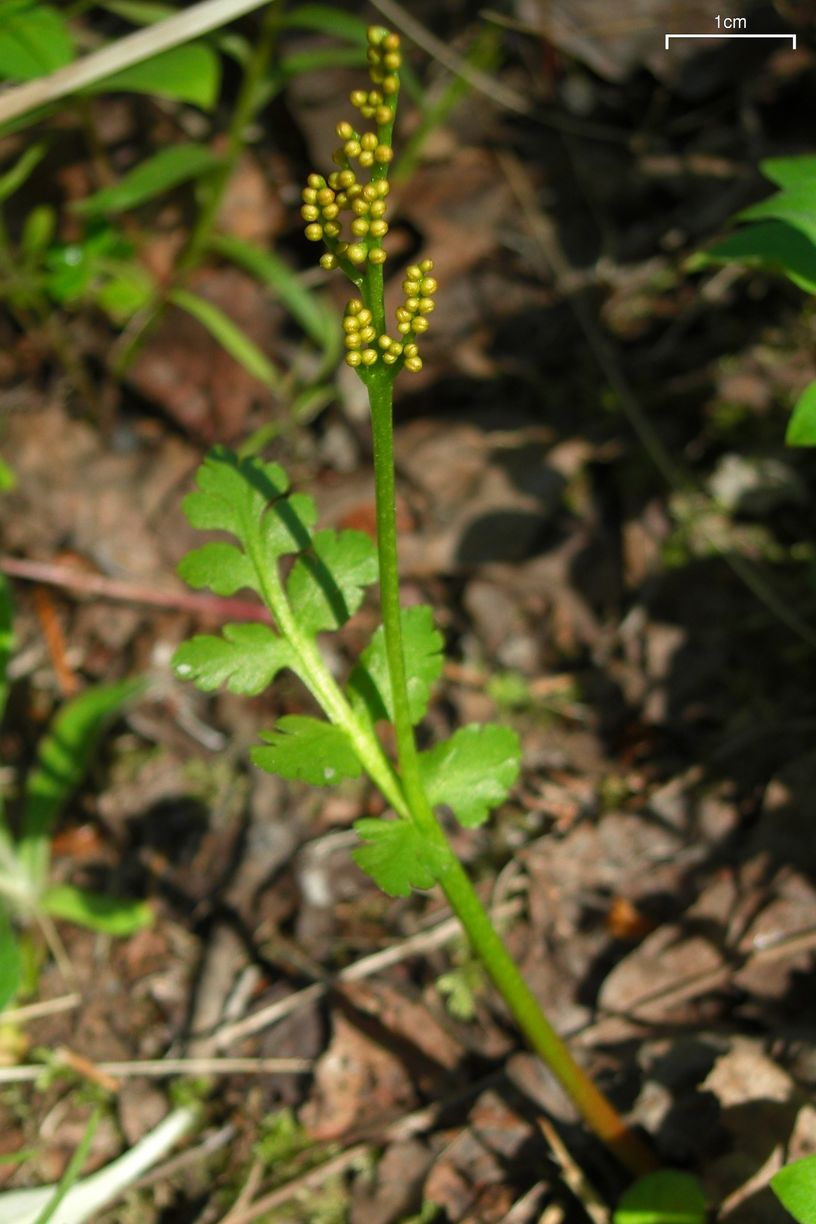